# Batalla de Bergen (1759)
La batalla de Bergen tuvo lugar el 13 de abril de 1759, durante la Guerra de los Siete Años, entre las tropas hannoverianas comandadas por el príncipe Fernando de Brunswick-Luneburgo, hermano del duque Carlos de Brunswick-Wolfenbüttel, y las tropas francesas comandadas por el mariscal de Broglie.

## Antecedentes
Cuando empezó la campaña de 1759, el Príncipe Ferdinand marchó sobre los franceses pues salió de sus cuarteles de invierno a fines de marzo. Su destino era Frankfurt donde los franceses tenían una base en el río Main. La intención era expulsar a los franceses de Westfalia y aprovechar la iniciativa de los aliados. A finales de mes su ejército estaba compuesto por unos 27 000 hombres agrupados en tres divisiones. Uno fue comandado por el propio Fernando, otro por el príncipe de Isenburg y el tercero por el duque de Holstein-Gottorp.
Las operaciones comenzaron con la toma de Fulda y Meiningen por las tropas del ejército imperial bajo el mando del mariscal de campo von Zweibrücken. Cuando el ejército imperial se retiró a Bohemia, Fernando se mudó a Hesse con la esperanza de caer sobre el cuerpo ejército de de Broglie antes de que pudiera reforzarse.
Sin embargo, de Broglie pudo reforzar su ejército con un contingente de sajones bajo el mando del general von Dyhrn junto con otros regimientos franceses que pudo reunir. Colocó su pequeño ejército en la ciudad fortificada de Bergen y esperó al desarrollo de los acontecimientos.

## Preludio
El campo de batalla se prestaba a una postura defensiva. La ciudad amurallada de Bergen estaba a la derecha sobre un risco que daba a la llanura que inundaba el río Main y por lo tanto no podía ser flanqueada en ese lado. Al noroeste de la ciudad estaba el «Berger-Warte», una colina baja que dominaba la zona central y sobre la cual se erguía —y aún permanece— una antigua torre. A la izquierda estaba la ciudad de Vilbel, junto al río Nidda, cuya llanura aluvial estaba cubierta por una extensión de bosque.
De Broglie colocó una gran cantidad de infantería dentro y detrás de la ciudad de Bergen. A su izquierda colocó su infantería ligera en el bosque, con el apoyo del contingente sajón así como de parte de su caballería. Puso la mayor parte de su artillería en el centro con ocho baterías. Detrás de ellas posicionó al grueso de su caballería así como a sus reservas. Sus reservas se formaron en «columnas de espera», un tipo de formación que se anticipaba a las tácticas napoleónicas y, por lo tanto, no era de uso común en este momento.

## La batalla
El ejército de Fernando llegó al campo de batalla poco a poco. Fernando mismo acompañó a la vanguardia, comandada por los «Erbprinz». Como Fernando creía erróneamente que los franceses todavía no se habían desplegado por completo, ordenó un ataque inmediato, prefiriendo no esperar a las otras dos divisiones.
A pesar de las dificultades, a las ocho en punto la ciudad de Vilbel había sido tomada por la infantería ligera de Freytag y el «Am Hohen Stein», otra colina baja ubicada al este del «Berger-Warte», había sido ocupada. Como percibió que Bergen era la clave del puesto, a las ocho y media Ferdinand había ordenado un asalto a esta posición. El ataque aliado inicial fue exitoso, expulsando a la infantería francesa de los setos y huertos que ocupaban. Más adelante, Broglie comenzó a apoyar el frente con refuerzos que cambiaron la situación contra los aliados y los hicieron retroceder.
A las diez llegó la división del Príncipe Isenburg que se lanzó a la refriega una vez más, obligó a las tropas francesas a regresar a Bergen. Broglie contraatacó inmediatamente con más regimientos nuevos que había mantenido en reserva, desordenó a los aliados y los obligó a retroceder una vez más. El propio Isenburg fue muerto mientras intentaba reunir a sus hombres. El propio Fernando pudo restaurar el orden de sus tropas con mucha dificultad
En este punto, la batalla comenzó a calmarse. Cuando de Broglie trajo su reserva y su caballería hacia adelante, Ferdinand pudo medir el tamaño del ejército de su oponente. Además, la artillería francesa encontró su rango de fuego y forzó al ejército aliado a defender el «Am Hohen Stein». Cuando la división de Holstein-Gottorp finalmente llegó al campo, se abandonaron los preparativos para otro ataque y la batalla se convirtió en un duelo de artillería que duró hasta la caída de la noche, cuando los aliados se retiraron. Aunque fue una clara victoria francesa, de Broglie no persiguió agresivamente a Fernando, que pudo escabullirse con su ejército hacia Minden.

## Consecuencias
Este era el momento más difícil para Ferdinand, e incluso su cuñado, Federico el Grande, se compadeció de él para tratar de subir su moral. Sin embargo, Fernando se recuperó y se redimió a sí mismo y a su ejército más adelante, el mismo año, en la Batalla de Minden .
Las bajas aliadas ascendieron a 415 muertos, 1770 heridos y 188 desaparecidos. Los franceses tuvieron 500 muertos y 1300 heridos.